# قصر تاج بيغ
قصر تاج بيغ (الباشتو: د تاج بېګ ماڼۍ ؛ الفارسية: قصر تاج بيگ ؛ قصر التاج الكبير) المعروف أيضًا باسم قصر الملكة، أحد القصور المتواجدة في منطقة دار الأمان الشهيرة في كابول في أفغانستان. يقع القصر الفخم على بعد حوالي 10 أميال (16كم) إلى الجنوب الغربي من وسط المدينة على قمة هضبة بين التلال. حيث كانت العائلة المالكة الأفغانية تقوم بالصيد والنزهة، وهو مختلف عن قصر دار الأمان الذي يبعد حوالي 1.3 كيلومتر (0.81 ميل) شمال شرق قصر تاج بيغ.
تم تشييد قصر تاج بيغ في الأصل في عشرينيات القرن الماضي لإيواء العائلة المالكة الأفغاني وهو أحد أكثر المعالم جمالاً في دارالأمان الذي تم إنشاؤه حديثًا في فترة عهد أمان الله خان من قبل فريق من المهندسين المعماريين الأوروبيين في محاولة لتطوير أفغانستان، تعرض القصر لأضرار خلال الحرب الأهلية في التسعينيات ولكن تم تجديده بالكامل في عام 2021.

## تاريخ القصر
يُقال أنه تم العثور على قصر تملكه ملكة التاموريين بالقرب من القلعة أو تابا إي تاج بيغ (تاج بيغ تل) قديماً. فضّل التاموريين والمغول تصاميم الحدائق ذات المدرجات ولا تزال بعض الآثار واضحة، وكان جميع التاموريين وخلفائهم المغول لديهم علاقات قرابة مع قبائل البشتيون ومنهم العبدلي ودوراني ويوسف زاي، وكانت زوجة ابن أحمد خان العبدلي (زوجة تيمور شاه دوراني) ابنة ألا مجير الثاني.
يبدو أن القصر قد تم تشييده من قبل زمان شاه دوراني عام 1795 (1210 هـ) وفقًا لبعض المؤرخين، وتم تدميره لاحقًا في النزاعات العسكرية ولا تزال بقايا آثار العصور القديمة موجودة. تم بناء القصر الجديد في عشرينيات القرن الماضي لإيواء العائلة المالكة الأفغانية، ووصفت كاتبة المذكرات السويدية رورا عاصم خان في مذكراتها كيف تم دعوتها من قبل الملكة ثريا إلى القصر لتصف أسلوب الحياة وعادات الملكة ووالدة الملك الغربية؛ حيث عاشت الكاتبة في أفغانستان مع زوجها الأفغاني في 1926-27.
بدأ الاتحاد السوفيتي في التدخّل في أفغانستان 27 ديسمبر 1979، أطلق في ذلك المساء الجيش السوفيتي عملية ستورم-333، حيث هاجم حوالي 700 جندي بما في ذلك 54 كي جي بي سبيتسانز من القوات الخاصة من مجموعة ألفا قروب ومجموعة زينيث وتم قتل الأمين العام لـ بي دي بي اي حافظ الله أمين الذي كان يقيم فيها منذ ديسمبر. 20.
كانت الحرب السوفيتية الأفغانية بمثابة مقر للجيش السوفيتي الأربعين وتعرّض القصر لأضرار وخيمة في السنوات التي أعقبت الانسحاب السوفيتي، عندما قاتلت فصائل مختلفة من المجاهدين للسيطرة على كابول بعد سقوط حكومة زعيم حزب الشعب الديمقراطي محمد نجيب الله المدعومة من موسكو في عام 1992.
وضعت الحكومة الأفغانية بالاتفاق مع الحكومة الألمانية خططًا عديدة لتجديد القصر للاستخدام الرسمي مما يستلزم أموالًا من التبرعات الخاصة من الأفغان الأثرياء، كانت هذه الخطط معلقة إلى أجل غير مسمى حيث تهدف الحكومة الأفغانية إلى إحلال السلام والاستقرار. تمت الموافقة على خطة مماثلة لقصر دار الأمان القريب الذي تم الانتهاء من تجديده وتم افتتاحه للجمهور في يوم الاستقلال الأفغاني في أغسطس 2019. أعيد بناء القصر بالكامل في عام 2021.

## موضوعات أخرى
قصر دار الأمان

## روابط خارجية
- http://www.darulaman.de/
- https://mapcarta.com/15248802{